# Cristian Oros
Cristian Daniel Oroș (ur. 15 października 1984 w Syhocie Marmaroskim) – piłkarz rumuński grający na pozycji obrońcy.

## Kariera piłkarska

### Kariera klubowa
W 2001 rozpoczął karierę piłkarską w Olimpii Satu Mare. W sezonie 2006/07 bronił barw Bihoru Oradea, po czym przeszedł do FC Brașov. Od 2011 roku był zawodnikiem klubu Rapid Bukareszt. 3 sierpnia 2013 podpisał kontrakt z Howerłą Użhorod. Ze względu na niespokojną sytuacją polityczną na Ukrainie 30 czerwca 2014 roku anulował kontrakt z klubem. W lipcu 2014 przeszedł do Astry Giurgiu.

### Kariera reprezentacyjna
W reprezentacji Rumunii zadebiutował w 2011 roku. Był to jak dotychczas jego jedyny występ w kadrze.